# Цёрбиг
Цёрбиг (нем. Zörbigо файле) — город в Германии, в земле Саксония-Анхальт. 
Входит в состав района Биттерфельд.  Население составляет 9825 человек (на 31 декабря 2010 года). Занимает площадь 106,74 км². Официальный код  —  15 1 54 045.